# Crepidospermum
Crepidospermum é um género botânico pertencente à família Burseraceae.

## Espécies
- Crepidospermum atlanticum
- Crepidospermum cuneifolium
- Crepidospermum goudotianum
- Crepidospermum multijugum
- Crepidospermum prancei
- Crepidospermum rhoifolium